# Guinea en los Juegos Olímpicos de Barcelona 1992
Guinea estuvo representada en los Juegos Olímpicos de Barcelona 1992 por ocho deportistas, seis hombres y dos mujeres, que compitieron en dos deportes.
El equipo olímpico guineano no obtuvo ninguna medalla en estos Juegos.